# Juan Rodríguez Ballesteros
Juan Rodríguez Ballesteros (Alcalá de Guadaíra, 1738 - Lima, 17 de febrero de 1818) fue un abogado y jurista español que desempeñó interinamente el cargo de Gobernador Real de Chile entre el 11 de febrero de 1808 y abril del mismo año en sustitución del fallecido Luis Muñoz de Guzmán. Fue padre del coronel realista José Rodríguez Ballesteros.

## Biografía
Hijo del fiscal interino de la Real Audiencia de Chile, Antonio Rodríguez Ballesteros, fue nombrado oidor en el mismo tribunal el 4 de mayo de 1786, cargo que juró al año siguiente. Fue promovido a la Real Audiencia de Lima (Perú) en 1795. Volvió a Santiago, a la Audiencia, el 12 de septiembre de 1806, cargo que ocupó efectivamente en 1807. Fue entonces cuando ocurrió la muerte del gobernador Luis Muñoz de Guzmán, que le permitió hacerse con el puesto de gobernador interino durante dos meses.
Ferviente partidario de la causa monárquica, durante los sucesos de 1810 actuó en acuerdo y coordinación con el depuesto gobernador Antonio García Carrasco. Los independentistas lo consideraban un enemigo de la causa emancipadora. Esta impresión se vio reforzada por la actitud ambigua de la Audiencia durante la asonada realista conocida como el Motín de Figueroa, que tuvo lugar el 1 de abril de 1811.
El 24 de abril del mismo año, Rodríguez Ballesteros fue despojado de su cargo de regente de la Audiencia por disposición de la Junta de Gobierno dirigida por Fernando Márquez de la Plata. Con su separación del puesto y la de su colega, el decano de la corporación, José Santiago Concha, se extinguió la Audiencia de Chile. Solo volvería a funcionar brevemente durante la Reconquista. 
El gobierno, temeroso de darle pase franco a Perú, lo cual significaría permitirle ir a convencer al virrey de preparar una expedición contra Chile, decidió relegarlo en Melipilla con una pensión de 150 pesos. Después de un breve tiempo se le permitió abandonar el país con rumbo a Lima, donde 7 años más tarde falleció. Por entonces había conseguido el cargo de ministro togado del Consejo de Indias.
En Chile fue anfitrión de una de las tertulias musicales más afamadas de su época, a la cual asistió José Zapiola Cortés. En esta materia también se le recuerda por su persecución en contra de «algunas palabras de una tonadilla poco decente», emprendida en 1793.
| Predecesor: Luis Muñoz de Guzmán | Gobernador de Chile (interino) 11 de febrero-22 de abril de 1808 | Sucesor: Francisco Antonio García Carrasco Díaz |